# Rurik
Rurik ali Rjurik (starovzhodnonordijsko: Rørik, kar pomeni »slavni vladar«, starovzhodnoslovansko  Рю̀рикъ), * okrog 830, † okrog 879, je bil varjaški poglavar, ki je leta 862 prevzel oblast v  Ladogi, zgradil naselje Holmgard v bližini Novgoroda in ustanovil dinastijo Rurikov, ki je vladala v Kijevski Rusiji (do leta 1240), zatem pa v Gališko-Volinski kneževini (do 14. stoletja) in v Veliki moskovski kneževini (do 16. stoletja).

## Ime
Rurik je poslovanjena oblika germanskega imena, ki ustreza sodobnemu angleškemu imenu Roderick ter španskemu in portugalskemu Rodrigo. V starogermanskih jezikih je imel obliki Hrodrick (stara visoka nemščina) in Hroðric (stara angleščina). V staronordijskem jeziku je imel obliki Hrœrekr  (Norveška, Islandija) in RøRikR (Danska, Norveška), iz katere je nastala oblika Rurik. V stari angleški junaški pesnitvi Beowulf ima ime obliko Hréðrík.

## Zgodovina
Rurikov prihod na oblast v Ladogi in Novgorodu je še vedno predmet razprav. Edini podatek o njem je iz vzhodnoslovanske Primarne kronike iz 12. stoletja, ki pravi, da so Čud, Sloveni, Merjani, Vepsi in Kriviči, ki so bili mešanica ugrofinskih in slovanskih plemen, »...pregnali Varjage nazaj čez morje, jim prenehali plačevati davke in vzpostavili svojo oblast". Plemena so se po njihovem odhodu začela prepirati in nazadnje povabila Rurika, da jim vlada in ponovno vzpostavi red.
Rurik je ostal na oblasti do svoje smrti leta 879. Poročen je bil z Efando (Edvino Alfrind Ingrid) Urmansko in začel dinastijo Rurikov. Njegovi nasledniki so prestolnico prestavili iz Novgoroda v Kijev in ustanovili Kijevsko Rusijo, ki je obstojala vse do leta 1240, ko so jo uničili Mongoli. Zadnji vladar iz dinastije Rurikov je bil ruski car Vasilij IV. Ruski, ki je umrl leta 1612.
V Novgorodski oblasti je velika pogrebna gomila, katero lokalni prebivalci vztrajno branijo pred arheološkimi izkopavanji in zanjo trdijo, da je Rurikov grob.

## Poreklo
Čeprav nekateri zgodovinarji poudarjajo folklorno poreklo legende o Ruriku in potemtakem zavračajo Rurika kot zgodovinsko osebo, je v vzhodni Evropi njegovo poreklo še vedno predmet razprav.
Primarna kronika pravi, da je bil Rurik pripadnik Rusov, varjaškega plemena, ki ga kronist primerja z Danci, Švedi, Angleži in Gotlandci. V 20. stoletju so arheologi delno potrdili dogodke, o katerih piše Primarna kronika. Odkrili so, da je bila Ladoga, katere ustanovitev pripisujejo Ruriku, resnično ustanovljena sredi 8. stoletja. Lončena posoda, kuhinjske potrebščine in način gradnje hiš iz obdobja ustanovitve mesta so enake vzorcem, ki so takrat prevladovali na Jutlandu. 
Nekateri slovanski zgodovinarji, na primer B.A. Ribakov in njegovi zagovorniki, trdijo, da so si Rurikovo povabilo proskandinavsko usmerjeni kronisti izposodili iz nekega hipotetičnega nordijskega dokumenta. Primarna kronika trdi, da je Rurik prišel v slovanske dežele skupaj z bratoma Sineusom in Truvorjem in ju nato poslal vladat v Beloozero (sedanji Belozersk) in Izborsk. Ribakov Sineusa in Truvorja ne povezuje s Signjotrom in Torvaldom, ampak trdi, da je kronist pri prepisovanju podatov besedi 'sine hus' (s hišo) in 'tru voring' (z zvesto stražo) napačno interpretiral kot imeni Rurikovih bratov Sineusa in Truvorja.
Naslednja teorija trdi, da je bil Rurik zaradi mešanih zakonov med Varjagi in Slovani mešanega varjaško-slovanskega porekla. Teorija temelji na podatkih ruskega zgodovinarja Vasilija Tatiščeva iz 18. stoletja, ki je bil tudi sam Rurikovega porekla, ki je trdil, da je bil Rurik venetskega porekla. Tatiščev je šel celo tako daleč, da je Rurikovo mater imenoval Umila, starega očeta po materini strani Gostomisl in bratranca Vadim. Rurikov oče je bil iz Finske. Tisti, ki verjamejo v njegove trditve, pravijo, da temeljijo na podatkih iz izgubljene Joahimove kronike.
Zadnja teorija Rurika istoveti z danskim vikingom Rorikom Dorestadskim (Jutlandskim), ki je vladal od zahodne obale Jutlanda do severne Francije.

### Rorik Dorestadski
Edini Rurik (Hrörek), ki ga omenjajo zahodnoevropske kronike, je bil Rorik Dorestadski, konung iz vladarske hiše Hedeby. Rorika se že od 19. stoletja poskuša poistovetiti z vikinškim knezom Rurikom iz ruskih kronik. Aleksander Nazarenko takšni identifikaciji ugovarja.
Rorik Dorestadski je bil rojen okrog leta 810 ali 820 očetu Ali Anulu, 9. kralju Hedebyja. Frankovske kronike omenjajo, da je od cesarja Ludvika Pobožnega dobil posesti v Friziji. Ker mu to ni bilo dovolj, je začal pleniti po sosednjih pokrajinah: leta 850 je zavzel Dorestad, leta 857 Hedeby, leta 859 pa je oplenil Bremen. Besni cesar mu  je zato leta 860 odvzel vse posesti. Po tem dogodku je Rorik za nekaj časa izginil iz zahodnih kronik, prav takrat pa se je leta 862 na  vzhodnem Baltiku  pojavil Rurik, zgradil trdnjavo Ladoga in se kasneje preselil v Novgorod.
Rorik Dorestadski se je v frankovskih kronikah ponovno pojavil leta 870, ko mu je cesar Karel Plešasti vrnil posesti v Friziji. Leta 882 ga že omenjajo kot mrtvega. Ruske kronike za Rurika trdijo, da je umrl leta 879 v Novgorodu. Zahodni viri omenjajo, da so vladarja Frizije pokristjanili Franki, kar bi lahko bila nekakšna vzporednica s pokristjanjenjem Rusov, o katerem je poročal partiarh Fotij leta 867.

## Rurikovi nasledniki
Rurikova dinastija je vladala v Kijevu oziroma v Kijevski Rusiji. Po uničenju države leta 1240 je še naprej vladala v dveh od treh kijevskih nasledstvenih držav: Gališko-Volinski kneževini, v kateri so Ruriki vladali do smrti Andreja in Leva II. leta 1323 in v severovzhodnih kneževinah, ki so se nazadnje združile v Veliko moskovsko kneževino, v kateri so Ruriki vladali do smrti Fedorja I. leta 1598.
Ena od Rurikovih potomk je bila tverska velika kneginja Katarina Velika, ki se je leta 1745 poročila s Petrom III. iz dinastije Romanov in združila obe dinastiji. 
Rurikovi potomci so bili tudi zgodovinar Vasilij Tatiščev, filmski producent Jacques Tati, ruske plemiške družine Volkonski, Obolenski, Šujski, Dolgorukov, Hilkov, Repnin, Gorčakov, Gagarin, Vasilčikov in Putjatin ter rutenijske (ukrajinske) družine Ostrogski, Vareg-Masalski in Četvertinski. 
Preko žene francoskega kralja Henrika I., ki je bila rojena v Ukrajini, ima Rurik potomce tudi v zahodni Evropi.
Iz Rurikove dinastije je bila tudi Ana Kijevska, hčerka velikega kneza Jaroslava Modrega, ki je bila poročena s francoskim kraljem Henrikom I.. Zaradi te zveze mnogo plemiških in neplemiških zahodnih Evropejcev trdi, da so Rurikovi potomci.